# Seznam československých a českých vyslanců a velvyslanců v Jižní Koreji
Seznam diplomatických zástupců Československa a České republiky v Jižní Koreji
Zastupitelský úřad v Soulu byl otevřen teprve v roce 1991.

## Československo
- 1991, Jaroslav Bařinka, chargé d'affaires
- 1991 - 1992, Štefan Morávek, mimořádný a zplnomocněný velvyslanec (od 1. 1. 1993 velvyslanec Slovenské republiky)

## Česká republika
- 1993 - 1994, Jaroslav Bařinka, chargé d'affaires
- 1994 - 2000, Milan Hupcej, chargé d'affaires
- 2000 - 2004, Ivan Hotěk, mimořádný a zplnomocněný velvyslanec
- 2004 - 2008, Tomáš Smetánka, mimořádný a zplnomocněný velvyslanec
- 2008 - 2014, Jaroslav Olša, jr., mimořádný a zplnomocněný velvyslanec
- 2014 - 2019, Tomáš Husák, mimořádný a zplnomocněný velvyslanec
- od 2019, Gustav Slamečka, mimořádný a zplnomocněný velvyslanec